# 리어 프로젝션 텔레비전

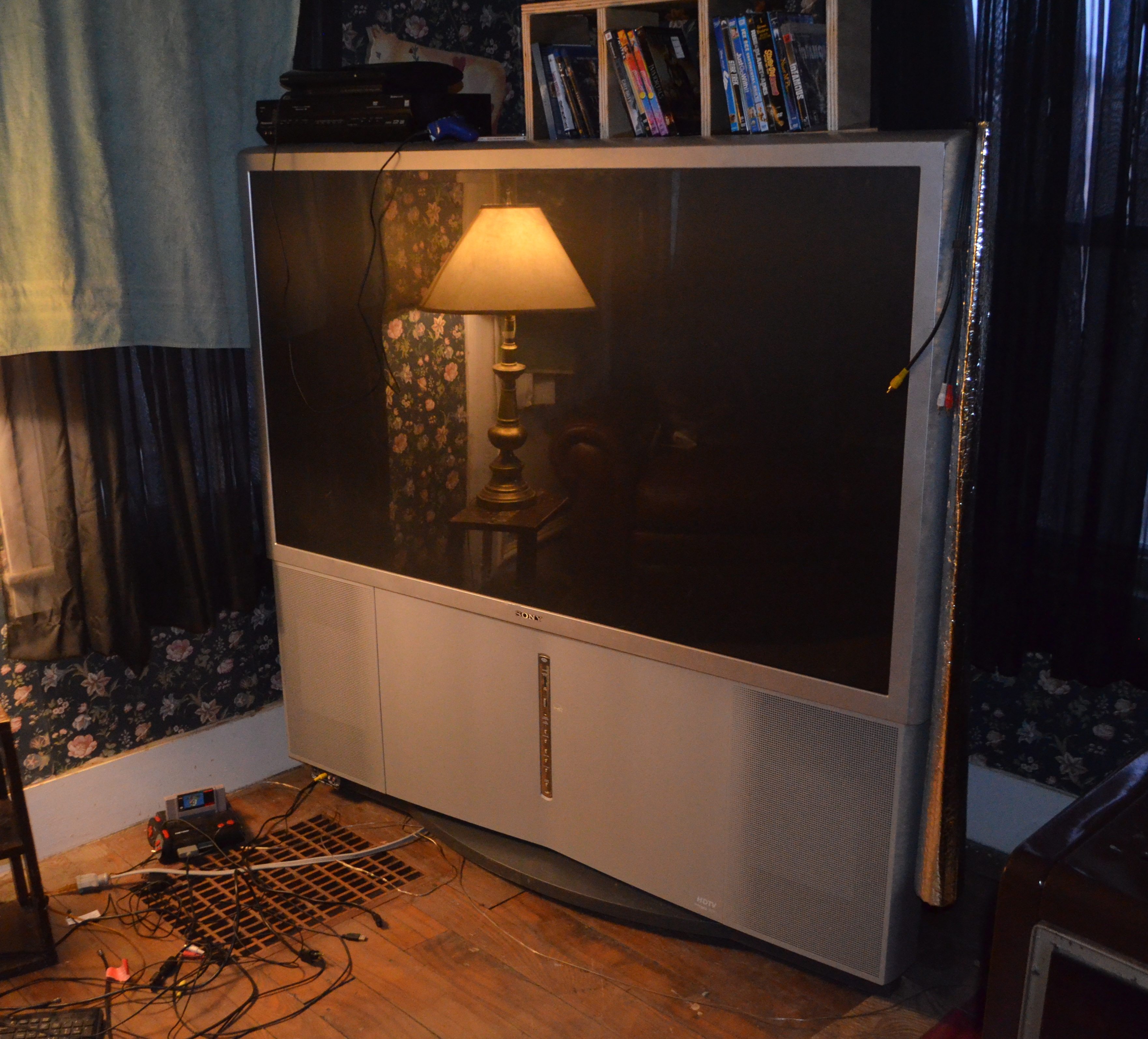
2000년대 중반에 DVI(디지털) 비디오 입력, YPbPr 입력, HDTV 튜너를 내장한 RPTV

리어 프로젝션 텔레비전(Rear Projection Television, RPTV)은 대형 스크린 TV 디스플레이 기술의 한 유형이다. 대략 2006년까지 최대 100인치(250cm) 크기의 상대적으로 저렴한 소비자용 대형 스크린 TV의 대부분은 후면 투사 기술을 사용했다. 이 텔레비전의 다른 종류로는 유사한 기술을 사용하여 영사막에 투사되는 영상 프로젝터가 있다.
프로젝션 TV에는 세 가지 유형의 프로젝션 시스템이 사용된다. CRT 리어 프로젝션 TV는 가장 초기에 40인치를 넘은 최초의 TV였지만 부피가 크고 가까운 거리에서는 화면이 선명하지 않았다. 최신 기술에는 DLP(반사형 마이크로미러 칩), 액정 프로젝터, 레이저 TV 및 LCoS가 포함된다. 최대 1080p 해상도까지 고화질 콘텐츠를 제작할 수 있으며, 그 예로는 소니의 SXRD(Silicon X-tal Reflective Display), JVC의 D-ILA(Digital Direct Drive Image Light Amplifier), 마이크로디스플레이 코퍼레이션의 리퀴드 피델리티(Liquid Fidelity) 등이 있다.

## 배경 및 역사

### 필요성
브라운관 기술은 텔레비전 초기에 매우 제한적이었다. 이는 수세기 동안 거의 변하지 않은 기존의 유리 불기 방법에 의존했다. 관은 매우 높은 진공을 포함해야 했기 때문에 유리는 상당한 스트레스를 받았다. 이는 당시 CRT의 낮은 편향각과 함께, CRT의 깊이를 늘리지 않고서는 실제적인 크기가 제한된다는 것을 의미했다. 허용 가능한 깊이의 텔레비전 캐비닛에 수평으로 장착할 수 있는 가장 큰 실용적인 관은 약 nine 인치 (23 cm)이었다. Twelve-인치 (30 cm) 관은 제조될 수 있었지만, 너무 길어서 수직으로 장착하고 캐비닛 상단의 각진 거울을 통해 봐야 했다. 1936년, 영국 정부는 영국방송공사가 고화질(당시 기준으로) 텔레비전 방송 서비스를 시작하도록 설득했다. 영국 정부의 주요 동기는 예상되는 제2차 세계 대전이 현실화될 경우 필수적이라고 생각되는 음극선관 생산 시설을 구축하는 것이었다.
관 기하학적 수차에 대한 편향 신호를 보정하는 능력은 아직 개발되지 않았으며, 왜곡을 최소화하기 위해 화면 크기에 비해 상대적으로 긴 관을 만들어야 했다. 그러나 관면이 기압에 대한 저항을 제공하기 위해 볼록해야 했기 때문에, 이는 문제가 완화되었지만, 보이는 편향 중심이 화면의 곡률 중심과 거의 일치하는 경우에만 가능했다. 이로 인해 화면 크기에 비해 상대적으로 긴 관이 필요했다. 이 관에 사용되는 가속 전압은 나중 기준으로는 매우 낮았고, 12인치 관도 5000 볼트 공급 장치에서만 작동했다. 초기 백색 인광체는 나중에 나온 제품만큼 효율적이지 않았으며, 이 초기 텔레비전은 어두운 조명에서 시청해야 했다.

### 해결책
1937년, 필립스와 히즈 마스터스 보이스(HMV)는 런던의 라디오림피아 쇼에서 동일한 MS11 필립스/멀라드 관을 기반으로 한 25인치 화면 크기의 텔레비전 세트를 전시했다. 이들은 쇼 이전에 많은 관심을 불러일으킨 광고 캠페인의 대상이었다. 텔레비전은 4+1⁄2인치 관에서 보호를 위해 두 장의 유리 사이에 끼워진 25인치 에칭 셀룰로이드 화면에 이미지를 후면 투사했다. 관 크기는 평면 화면으로 만들 수 있는 가장 큰 관이라는 사실에 의해 결정되었다. 이때는 화면의 곡률 중심이 거울의 곡률 중심과 거의 같은 위치에 있다면 곡면 화면이 광학적으로 더 좋다는 것을 인식하지 못했다. 관은 캐비닛 바닥에 수직으로 장착되었고, 화면은 아래쪽으로 향하여 오목 거울에 비치고, 오목 거울은 이미지를 위쪽으로 캐비닛 상단의 각진 거울을 통해 25인치 화면에 투사했다. 관 거울 상자 상단에는 수차를 보정하기 위한 슈미트 렌즈가 있었다. 관면의 이미지 면적의 약 100배에 달하는 화면을 비추기 위해 그림을 확대해야 했기 때문에, 관의 이미지는 실제로 매우 밝아야 했다. 필요한 밝기를 달성하기 위해 관은 25,000 볼트 가속 전원에서 구동되었다. 관 유형 번호에서 알 수 있듯이, 인광체는 당시의 백색 인광체보다 주어진 빔 전류에 대해 더 밝은 녹색이었다.
안타깝게도 필립스와 HMV는 첫날 오후까지 전시된 세트를 모두 철수해야 했는데, 두 경우 모두 음극선관이 고장났기 때문이다. 이 세트를 구입한 고객들은 관이 몇 주 이상 지속되는 경우가 드물다는 사실을 알고 실망했다 (매일 텔레비전 방송이 단 한 시간만 진행되었음을 고려하면). 1937년 11월까지 필립스는 수요가 공급을 초과하여 구하기 어려워지는 관을 보증하에 계속 교체하는 것보다 세트를 다시 사는 것이 더 경제적이라고 판단했다. HMV가 이 문제를 어떻게 처리했는지에 대한 정보는 없다.
1938년까지 필립스는 이전 음극선관의 단점을 상당히 극복하여 필립스/멀라드 MS11/1 투사관을 생산했다. 이 새로운 관은 기본적으로 비슷했지만, 더 큰 히터 전류를 필요로 하는 더 큰 음극을 가지고 있었고, 이는 더 높은 빔 전류를 지원할 수 있었다. 이 새로운 관은 이전 관의 녹색 인광체 화면을 유지했다. 텔레비전 세트도 더 작은 21인치 화면을 가지고 있었는데, 이는 전년도 모델 면적의 약 4분의 3에 해당하여 관을 그렇게 세게 구동할 필요가 없었다. 이 후기 모델 구매자들은 제2차 세계 대전 기간 동안 텔레비전 방송이 중단되었기 때문에 1년 이하로만 사용할 수 있었다. 두 모델의 텔레비전 모두 관의 높은 가속 전압으로 인해 상당한 엑스선 방사능이 발생한다는 문제가 있었다. 이는 1930년대에는 널리 우려되는 사항으로 여겨지지 않았다. 다행히도 이 방사능의 대부분은 아래를 향하는 관에서 세트의 바닥을 통해 방출되었다.
미국에서는 제2차 세계 대전 말에 텔레비전 방송이 더욱 확산되었다. 전쟁 중 음극선관 기술이 발전하여 관의 길이가 줄어들었지만, 왜곡을 보정할 수 있게 되었음에도 불구하고 12인치가 여전히 실용적인 크기 한계였다. 그러나 이제는 12인치 관을 허용 가능한 캐비닛 크기 내에서 수평으로 장착하는 것이 가능했다. 이러한 크기 제한의 결과로, 12인치보다 큰 화면 크기의 텔레비전 세트를 생산하는 방법으로 후면 투사 시스템이 인기를 얻었다. 크기에 비해 매우 높은 가속 전압(보통 25,000볼트이지만 RCA는 27,000볼트가 필요한 더 큰 5인치 관을 생산했다.)으로 구동되는 3인치 또는 4인치 흑백 CRT를 사용하여, 관은 앞서 설명한 필립스 시스템과 거의 동일한 광학 시스템을 사용하여 슈미트 렌즈와 거울 어셈블리를 통해 일반적으로 대각선 22.5~30인치 크기의 반투명 스크린에 투사되는 매우 밝은 그림을 생성했다. 유일한 변경점은 RCA가 슈미트 렌즈가 관면의 곡률을 보정할 필요 없이 거울의 구면 수차만 보정하면 된다는 것을 알아내고 광학적으로 우수한 볼록 스크린을 관에 사용했다는 것이다. 그 결과 그림은 직접 시청 CRT보다 어두웠고 매우 어두운 조명에서 시청해야 했다. 관이 구동되는 정도는 관의 수명이 비교적 짧다는 것을 의미했다.
1946년 6월 영국 텔레비전 방송이 재개되었을 때, 텔레비전 생산은 주로 전쟁 후 재료 부족으로 인해 더디게 재개되었다. 이미 언급했듯이, 12인치는 여전히 직접 시청 음극선관의 실용적인 상한선이었다. 이에 대응하여 1950년 필립스사는 멀라드 자회사를 통해 새로운 투사관인 MW6/2를 도입했다. 관의 기본 개념은 변하지 않았지만, 크기는 불과 2+1⁄2인치로 작아졌고, 그 사이의 미국 개발을 활용하여 볼록한 화면 면을 특징으로 했다. 또한 약 4인치 더 짧아졌고, 전쟁 중에 개발된 더 효율적인 백색 인광체를 특징으로 했다. 이 관은 더 컴팩트한 후면 투사 시스템을 가능하게 했다. 관은 이전과 같이 수평으로 장착되어 오목 거울을 향했지만, 이번에는 반사된 이미지가 관을 위한 중앙 구멍이 있는 평면 거울에 의해 90도 회전되었다. 그런 다음 슈미트 보정 렌즈를 통해 위로 반사된 다음 다시 90도 회전하여 화면에 닿았다.
이 새로운 관과 광학 시스템은 이전 시스템에 비해 여러 가지 장점을 제공했다. 세트 캐비닛을 더 작게 만들 수 있었다. 이전에는 화면이 상당한 크기의 가구 위에 있었지만, 이 새로운 시스템은 일반 콘솔 크기 캐비닛에서 직접 시청 텔레비전 화면과 유사한 위치를 차지할 수 있도록 했다. 슈미트 렌즈는 여전히 거울의 구면 수차에 대해 이미지를 보정하는 데 필요했다. 추가 평면 거울을 사용하여 편향 코일과 초점 자석을 이 거울 뒤의 광 경로 밖에 배치할 수 있었다. 이전에는 관의 화면보다 다소 큰 오목 거울의 이미지를 부분적으로 가로막았다. 관을 수용하는 광학 상자도 관에서 발생하는 엑스선 방사선을 차폐하도록 설계되었다. 광학 상자는 15+1⁄2, 17+3⁄4, 19+7⁄8인치 [대각선] 화면용으로 세 가지 버전으로 생산되었다. 전면 투사용으로 44인치 또는 52인치 화면용으로 두 가지 추가 크기를 사용할 수 있었다. 차이점은 오목 거울에 대한 관 화면의 위치와 슈미트 렌즈의 광학적 특성뿐이었다. 이 새로운 시스템은 어두운 조명에서 시청할 때 충분히 밝고 만족스러운 그림을 제공했다. 그러나 관 화면의 밝은 이미지와 여전히 세게 구동되는 관은 관의 수명이 당시의 직접 시청 관보다 여전히 상당히 짧다는 것을 의미했다. 후면 투사 세트는 수명 동안 최소한 하나 또는 두 개의 교체 관이 필요했다. 이러한 불편함은 더 큰 직접 시청 버전과 비교하여 관의 상대적으로 낮은 가격으로 어느 정도 상쇄되었는데, 이는 부분적으로는 생산해야 하는 수량 때문이었고, 교체가 비교적 쉬웠다는 사실 때문이었다.
1950년대에 접어들면서 음극선관 기술에 몇 가지 주요 발전이 있었다. 화면 외부에 강철 밴드로 관의 벌브를 사전 응력 처리하여 내파 보호를 강화함으로써 더 큰 관 직경을 생산할 수 있게 되었다. 이러한 화면에서 편향 수차를 보정하는 개선으로 더 큰 편향각과 결과적으로 주어진 화면 크기에 대해 더 짧은 관이 가능해졌다. 또한, 초기 회로의 전력을 소비하지 않고 필요한 큰 전류를 생성할 수 있는 훨씬 더 간단한 편향 시스템이 개발되었다. 1956년까지 거의 직사각형 모양의 관을 생산하는 능력이 개발되었다. 이는 사전 응력 처리로 촉진되었지만, 여전히 대기압을 견디기 위해 벽이 볼록한 모양을 가져야 했다. 이 시점에는 17인치가 가장 큰 크기였지만, 이는 가까운 미래에 후면 투사 기술을 구식으로 만들기에 충분히 컸다. 전후 기간의 우수한 백색 인광체와 더 높은 가속 전압을 사용하여, 텔레비전은 더 커지고 더 밝아졌다.

텔레비전 기술이 발전하고 화질이 향상되면서, 음극선관 크기의 한계가 다시 문제가 되었다. 짧은 관 길이의 더 큰 화면 크기를 사용할 수 있었음에도 불구하고, 당시 직접 시청 음극선관의 능력을 넘어선 화면 크기를 달성하기 위해 후면 투사 시스템에 대한 관심이 다시 부활했다. 현대 컬러 후면 투사 텔레비전은 1970년대에 상업적으로 사용 가능해졌지만, 당시에는 직접 시청 CRT의 이미지 선명도를 따라갈 수 없었다. 

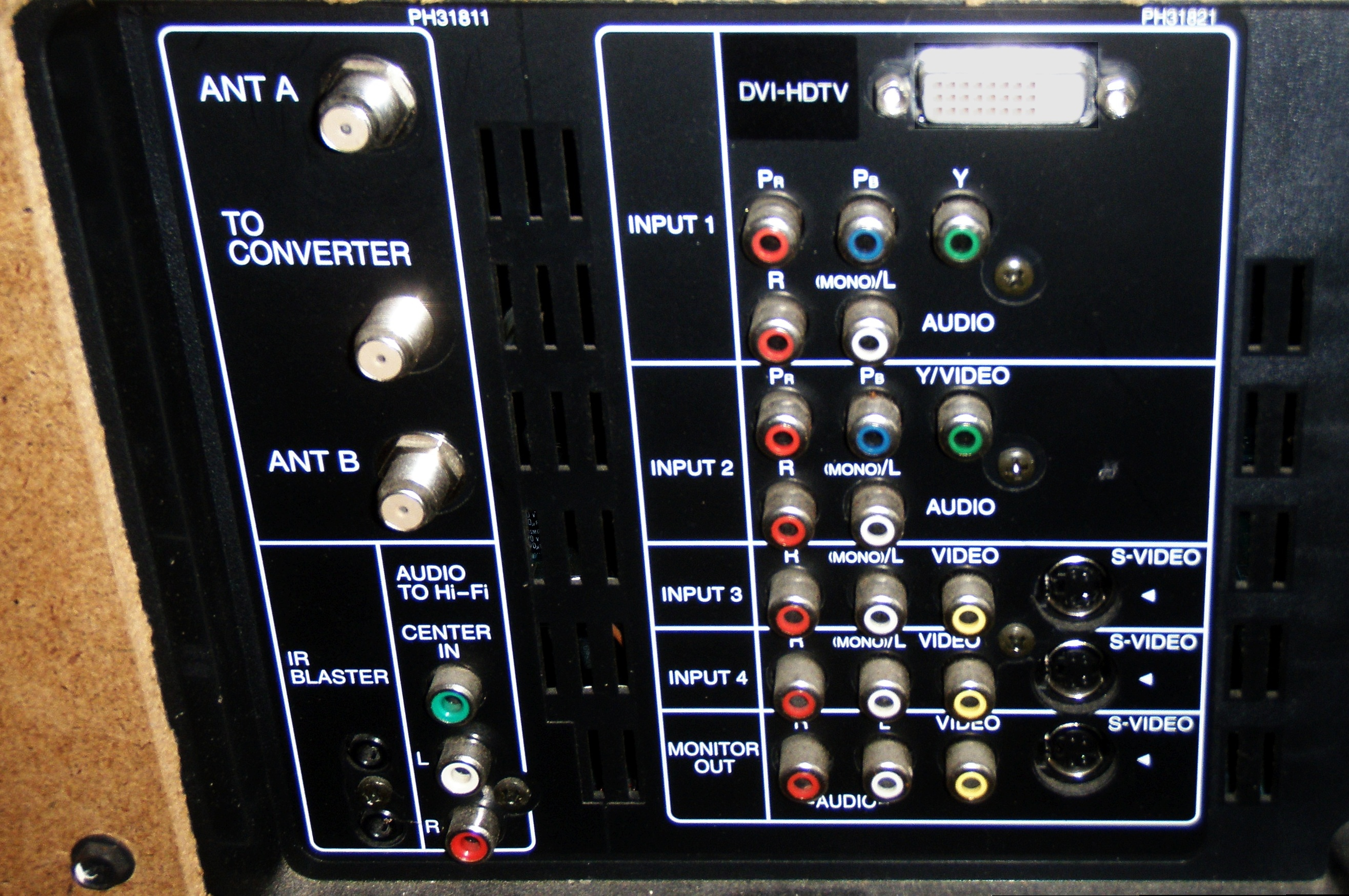
2000년대 초 HD 레디 기능이 있는 CRT 투사 텔레비전으로, 서라운드 사운드 시스템에서 내부 스피커를 센터 채널로 사용하기 위한 RCA 라인 레벨 입력이 있다.

이미 거대한 크기를 고려할 때, 투사 텔레비전은 직접 시청 CRT 및 특히 깊이가 제한된 평면 패널에 비해 더 큰 스피커와 더 강력한 내장 오디오를 포함하는 경우가 많았으며, 사운드바와 유사하게 SRS 랩스의 사운드 리트리버 시스템(SRS)과 같은 기본적인 서라운드 사운드 처리 또는 에뮬레이터도 포함되었다.

## 개발 역사
초기 2000년대에는 더 비싼 LCD와 플라스마 평판 패널의 대안으로 인기가 있었지만, 부피가 커졌다. 하지만 LCD 가격 하락과 기술 개선으로 소니, 필립스, 도시바, 히타치가 후면 투사 텔레비전 생산을 중단했다. 삼성, 미쓰비시, 프로스캔, RCA, 파나소닉, JVC는 LCD 텔레비전이 표준이 되면서 나중에 시장에서 철수했다.
초기 후면 투사 텔레비전의 부피 때문에 벽걸이 설치가 불가능했으며, 평면 패널 사용자 대부분이 텔레비전을 벽에 걸지는 않지만, 벽걸이 기능은 주요 판매 포인트로 여겨진다. 2007년 6월 6일, 소니는 이전 모델보다 40% 더 얇고 무게가 200파운드인 70인치 후면 투사 SXRD 모델 KDS-Z70XBR5를 공개했는데, 이는 어느 정도 벽걸이형이었다. 그러나 2007년 12월 27일, 소니는 RPTV 시장에서 철수하기로 결정했다. 미쓰비시는 2009년에 벽걸이형 후면 투사 텔레비전인 LaserVue 라인을 제공하기 시작했다.
초기 RPTV는 본질적으로 거울을 사용하여 내장된 화면에 투사하는 CRT 프로젝터였다. 무게가 최대 500파운드에 달해 무거웠다. CRT를 사용하지 않는 최초의 RPTV는 2002년에 DLP, LCD 및 LcOS 기술을 사용하여 출시되었으며, UHP 램프가 필요했다. 프로젝터 및 RPTV에 사용되는 UHP 램프는 사용에 따라 어두워지므로 주기적인 교체가 필요하다. 최초의 벽걸이형 RPTV는 2003년 RCA에 의해 출시되었다. 최초의 DLP 1080p RPTV는 2005년 미쓰비시에 의해 출시되었다. UHP 램프 대신 LED를 광원으로 사용하는 최초의 RPTV는 2006년 삼성에서 출시되었다. 플라스마 램프를 사용하는 RPTV는 2007년 파나소닉에서 출시되었다. UHP 램프 또는 LED 대신 레이저를 사용하는 최초의 RPTV는 2008년 미쓰비시에서 LaserVue로 출시되었다. 삼성은 2008년까지 시장에서 철수했으며, 미쓰비시는 2012년 수익 마진과 인기가 낮아질 때까지 유일한 RPTV 제조업체로 남아 있었다.

## 유형

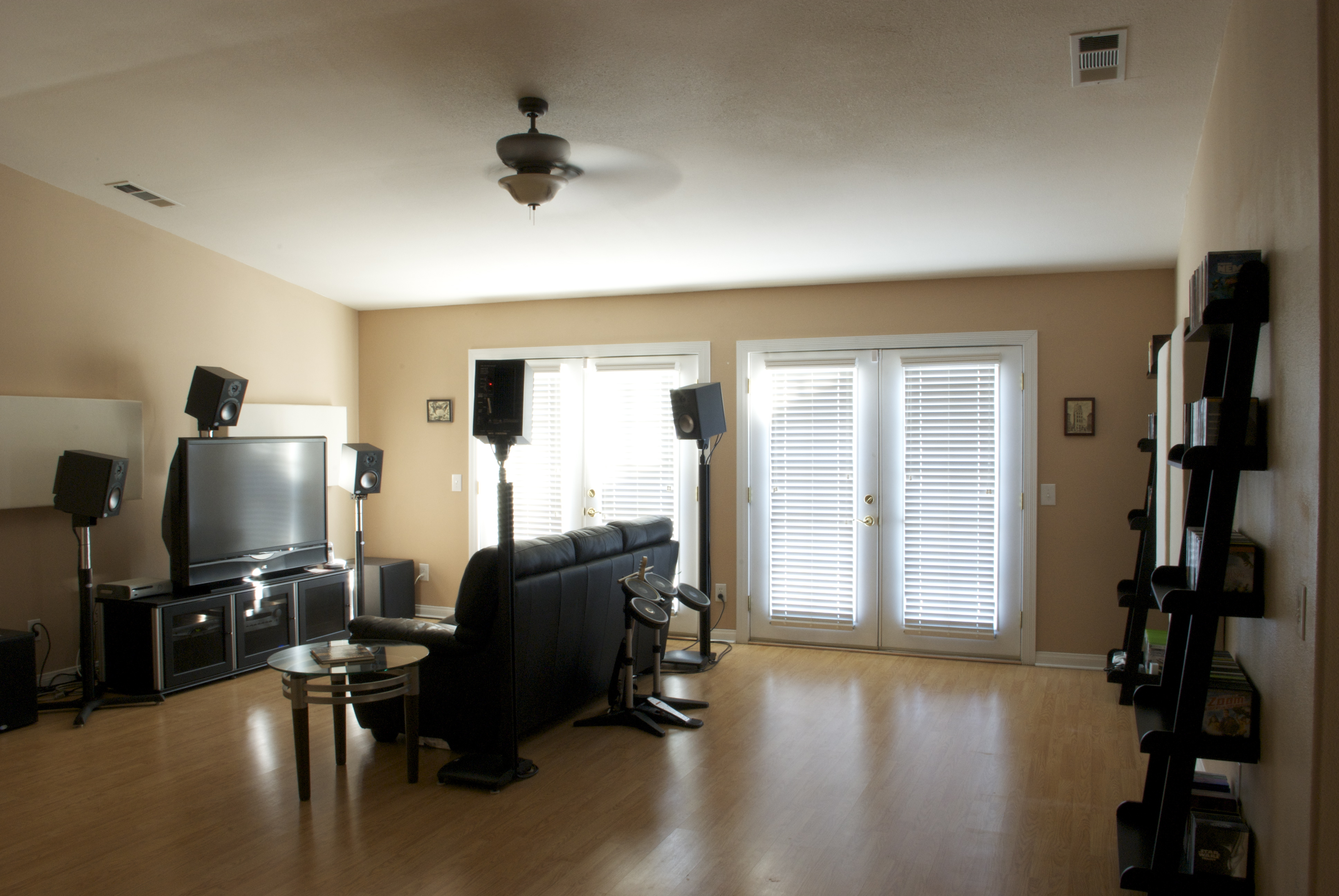
홈 시어터의 더 얇고 가벼운 LCD 또는 DLP 투사 텔레비전.

투사 텔레비전은 프로젝터를 사용하여 비디오 신호에서 작은 이미지 또는 비디오를 생성하고 이 이미지를 시청 가능한 화면에 확대한다. 프로젝터는 밝은 광선과 렌즈 시스템을 사용하여 이미지를 훨씬 더 큰 크기로 투사한다. 전면 투사 텔레비전은 화면과 분리된 프로젝터를 사용하며, 프로젝터는 화면 앞에 배치된다. 후면 투사 텔레비전의 설정은 어떤 면에서 전통적인 텔레비전과 유사하다. 프로젝터는 텔레비전 상자 안에 들어 있으며, 화면 뒤에서 이미지를 투사한다. 화면은 프레넬 렌즈일 수 있다.
다음은 프로젝터 유형과 이미지 생성 방식(투사 전)에 따라 다른 투사 텔레비전 유형이다.
- CRT 프로젝터: 작은 브라운관은 전통적인 CRT 텔레비전과 동일한 방식으로 이미지를 생성한다. 즉, 전자 빔을 인광체 코팅된 화면에 발사한 다음 이미지를 큰 화면에 투사한다. 이는 약 40인치인 음극선관의 크기 한계를 극복하기 위해 수행된다. 일반적으로 빨간색, 녹색, 파란색 세 개의 CRT가 사용되며, 투사된 이미지에서 색상이 올바르게 혼합되도록 정렬된다.
- LCD 프로젝터: 램프가 개별 픽셀로 구성된 작은 LCD 칩을 통해 빛을 투과하여 이미지를 생성한다. LCD 프로젝터는 거울을 사용하여 빛을 받아 세 개의 개별 빨간색, 녹색, 파란색 빔을 만들고, 이 빔은 세 개의 개별 LCD 패널을 통과한다. 액정은 전류를 사용하여 통과하는 빛의 양을 제어하도록 조작된다. 렌즈 시스템은 세 가지 색상 빔을 받아 이미지를 투사한다.
- DLP 프로젝터: DLP 프로젝터는 디지털 마이크로미러 장치(DMD 칩)를 사용하여 이미지를 생성한다. DMD 칩 표면에는 이미지의 한 픽셀에 해당하는 미세 거울의 큰 매트릭스가 포함되어 있다. 각 거울은 빛을 반사하여 픽셀이 밝게 보이거나, 빛을 다른 곳으로 향하게 하여 픽셀이 어둡게 보이도록 회전할 수 있다. 거울은 알루미늄으로 만들어졌으며, 회전축 경첩 위에서 회전한다. 경첩 양쪽에는 정전기 인력을 사용하여 거울의 회전을 제어하는 전극이 있다. 전극은 각 픽셀 아래에 위치한 SRAM 셀에 연결되어 있으며, SRAM 셀의 전하가 거울의 움직임을 구동한다. 단일 칩 프로젝터에 사용되는 회전식 컬러 휠 또는 삼중 칩(빨간색, 녹색, 파란색) 프로젝터를 통해 이미지 생성 과정에 색상이 추가된다. 컬러 휠은 램프 광원과 DMD 칩 사이에 배치되어 통과하는 빛이 색을 띠고 거울에서 반사되어 어둡기 수준을 결정한다. 컬러 휠은 빨간색, 녹색, 파란색 섹터와 밝기를 제어하거나 네 번째 색상을 포함하는 네 번째 섹터로 구성된다. 단일 칩 구성의 이 회전식 컬러 휠은 빨간색, 녹색, 파란색 발광 다이오드(LED)로 대체될 수 있다. 삼중 칩 프로젝터는 프리즘을 사용하여 빛을 세 개의 빔(빨간색, 녹색, 파란색)으로 분할하며, 각 빔은 자체 DMD 칩으로 향한다. 세 개의 DMD 칩의 출력이 다시 결합되어 투사된다.

## 같이 보기
- 디지털 광원 처리